# Baci da Parigi
Baci da Parigi (French Postcards) è un film del 1979 diretto da Willard Huyck.

## Trama
Un gruppo di studenti americani trascorre un anno a Parigi studiando presso l'istituto di studi francesi gestito da Madame Catherine Tessier e suo marito Monsieur Tessier. La studentessa Laura trascorre gran parte del suo tempo da sola, visitando musei e gallerie d'arte e inviando regolarmente cartoline al suo ragazzo in America che ha rifiutato l'opportunità di raggiungerla in Francia. Gli interessi di Alex invece non sono tanto lo studio ma più l'amore e la vita a Parigi, coinvolto com è in un appuntamento con la sua insegnante e condirettrice dell'istituto Madame Tessier. Joel invece lotta contro l'indecisione, il che complica le cose quando si innamora di Toni, un impiegato di una libreria locale.